# Upper City Mills

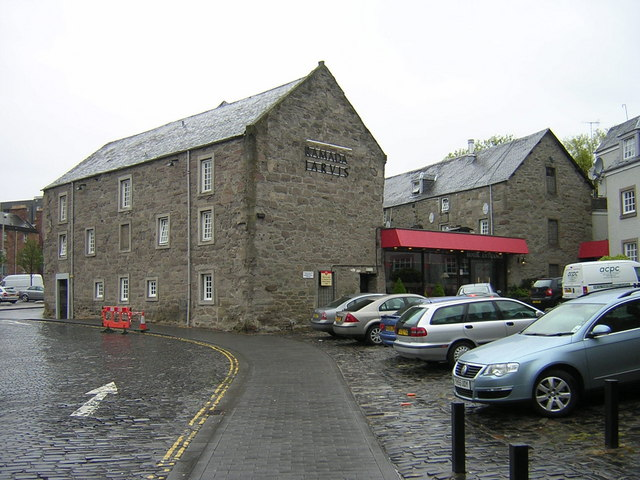
Upper City Mills

Die Upper City Mills sind eine ehemalige Wassermühle in der schottischen Stadt Perth in der Council Area Perth and Kinross. 1965 wurde das Bauwerk in die schottischen Denkmallisten in der höchsten Denkmalkategorie A aufgenommen. Des Weiteren ist es Teil eines umfassenderen Denkmalensembles, zu dem unter anderem auch die Lower City Mills gehören. In den 1970er Jahren wurde die ehemalige Mühle zu einem Hotel umgebaut.

## Beschreibung
Die ehemalige Mühle steht an der West Mill Street westlich des historischen Stadtzentrums von Perth. Sie wurde in zwei Abschnitten im Laufe des 18. Jahrhunderts errichtet. Das Mühlgebäude sowie der westliche Abschnitt entstanden in der Mitte, die Gebäude an der Süd- und Ostseite hingegen gegen Ende des Jahrhunderts. Die Anlage weist einen U-förmigen Grundriss auf. Das Mauerwerk der dreistöckigen Gebäude besteht aus Bruchstein. Die Sprossenfenster sind neun- oder zwölfteilig ausgeführt. Die abschließenden Sattel- oder Walmdächer sind mit grauem Schiefer eingedeckt. Es treten Walmdachgauben heraus. Zwei hölzerne, unterschlächtige Wasserräder trieben einst die Mechanik an.